# Quinto al Mare
Quinto al Mare (comumente abreviado para Quinto) é um dos bairros de Génova que se situa directamente sobre o Mar Lígure. Pertence ao Municipio IX Levante, e tem uma população de 8857 habitantes (a 31 de dezembro de 2006).
Enquanto unidade urbanística estão compreendidas no território da anterior circunscrição de Nervi-Quinto-Sant'Ilario as unidades de Nervi e Quinto. Situado na parte oriental da cidade, imediatamente após o Quarto dei Mille (de onde partiu na noite de 5 para 6 de maio de 1860 a Expedição dos Mil liderada por Giuseppe Garibaldi), o bairro aperta-se contra o mar e as últimas faldas do Monte Fasce que tomam o nome de Monte Moro.
Confina com Nervi, em tempos sede da vila devido ao seu clima particularmente suave, sendo o limite natural da vizinha comuna de Bogliasco a levante, e com o Quarto dei Mille a poente. Em Quinto al Mare localizam-se algumas das mais românticas estâncias balneares citadinas, e com alguns locais característicos nos quais se podem apreciar as especialidades da cozinha lígure.

## Geografia
Estende-se pelo sopé da encosta do Monte Fasce e do Monte Moro. Daqui descem as torrentes do Rio Bagnara, que desemboca na praia homónima, e o Rio San Pietro, que toma o nome da paróquia. Os vales a montante são atravessados pelos viadutos da A12.

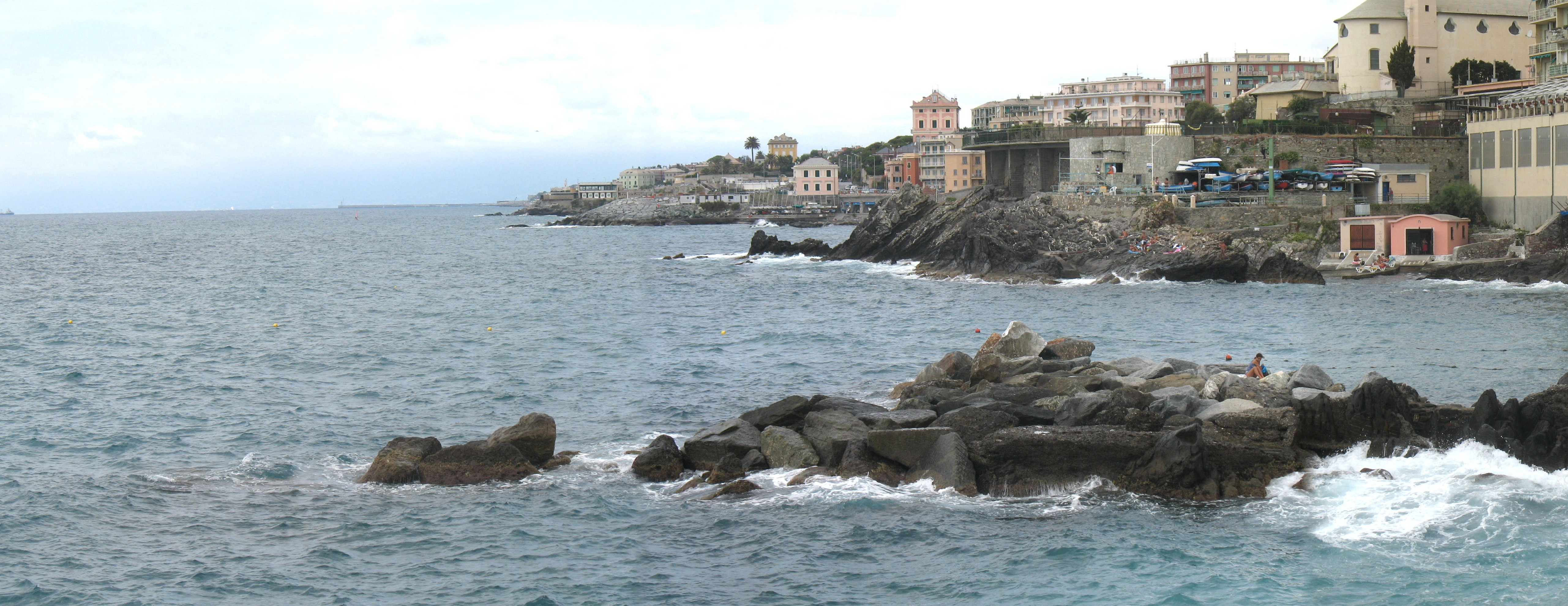
Panorâmica sobre a praia de Scalo